# Zarceus
Zarceus is een geslacht van rechtvleugeligen uit de familie krekels (Gryllidae). De wetenschappelijke naam van dit geslacht is voor het eerst geldig gepubliceerd in 1895 door Bolívar.

## Soorten
Het geslacht Zarceus omvat de volgende soorten:
- Zarceus fallaciosus Bolívar, 1895
- Zarceus major Bolívar, 1912